# Kościół w Hohensaaten
Kościół w Hohensaaten (niem. Dorfkirche Hohensaaten) – luterańska świątynia znajdująca się w niemieckim mieście Bad Freienwalde (Oder), w dzielnicy Hohensaaten, zaprojektowana przez Friedricha Augusta Stülera.

## Opis
Kościół został wzniesiony z kamienia polnego w latach 1858–1860, wg projektu Friedricha Augusta Stülera, w stylu neogotyckim. Wewnątrz zachowało się oryginalne wyposażenie. 9-głosowe organy wykonano w 1874 roku w warsztacie Georga Mickleya z Bad Freienwalde (Oder). W 1917 piszczałki zarekwirowano na cele wojenne, w 1928 instrument przywrócono do użytku, a w 1952 przebudowano go.

## Galeria

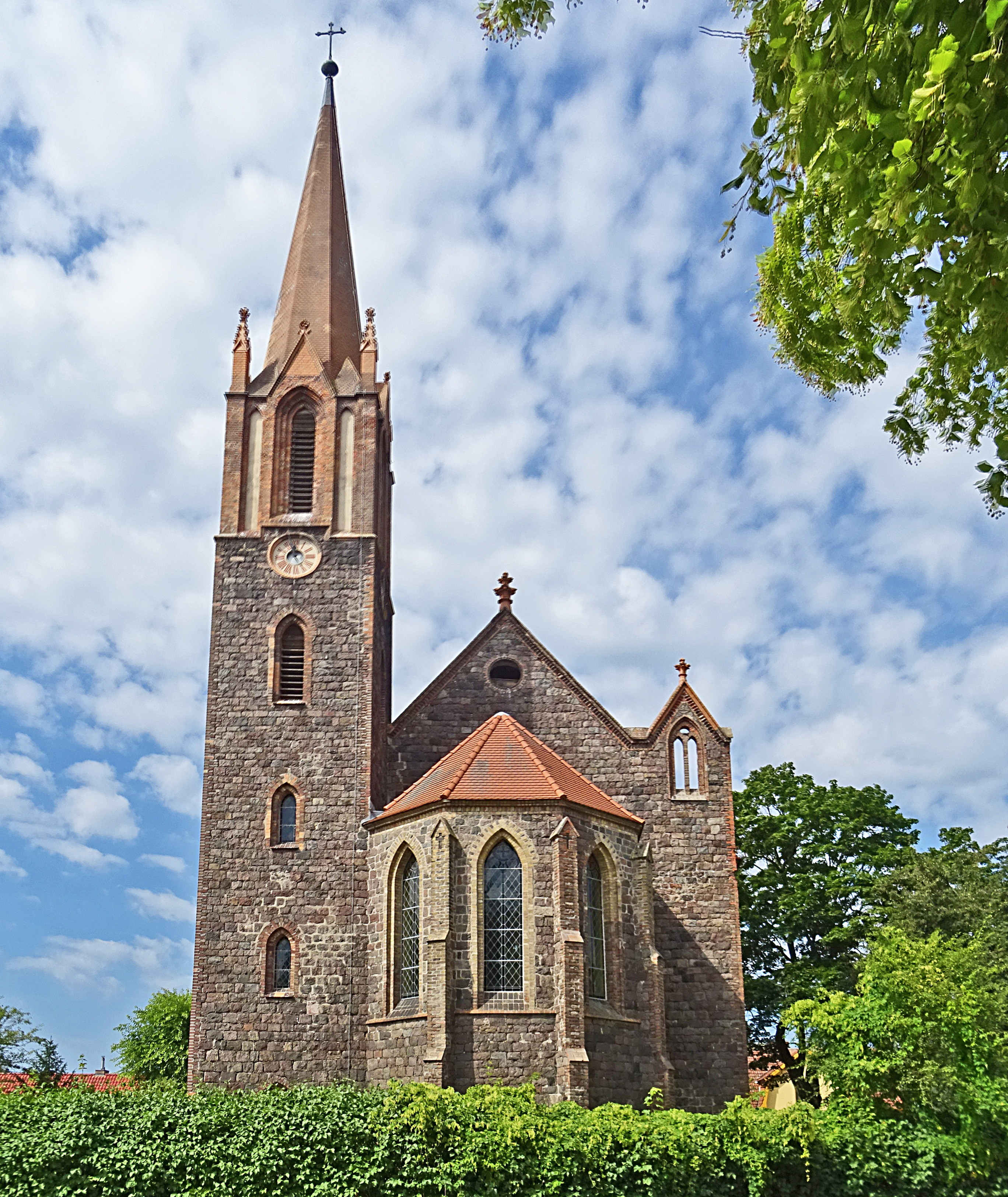
Widok ze wschodu
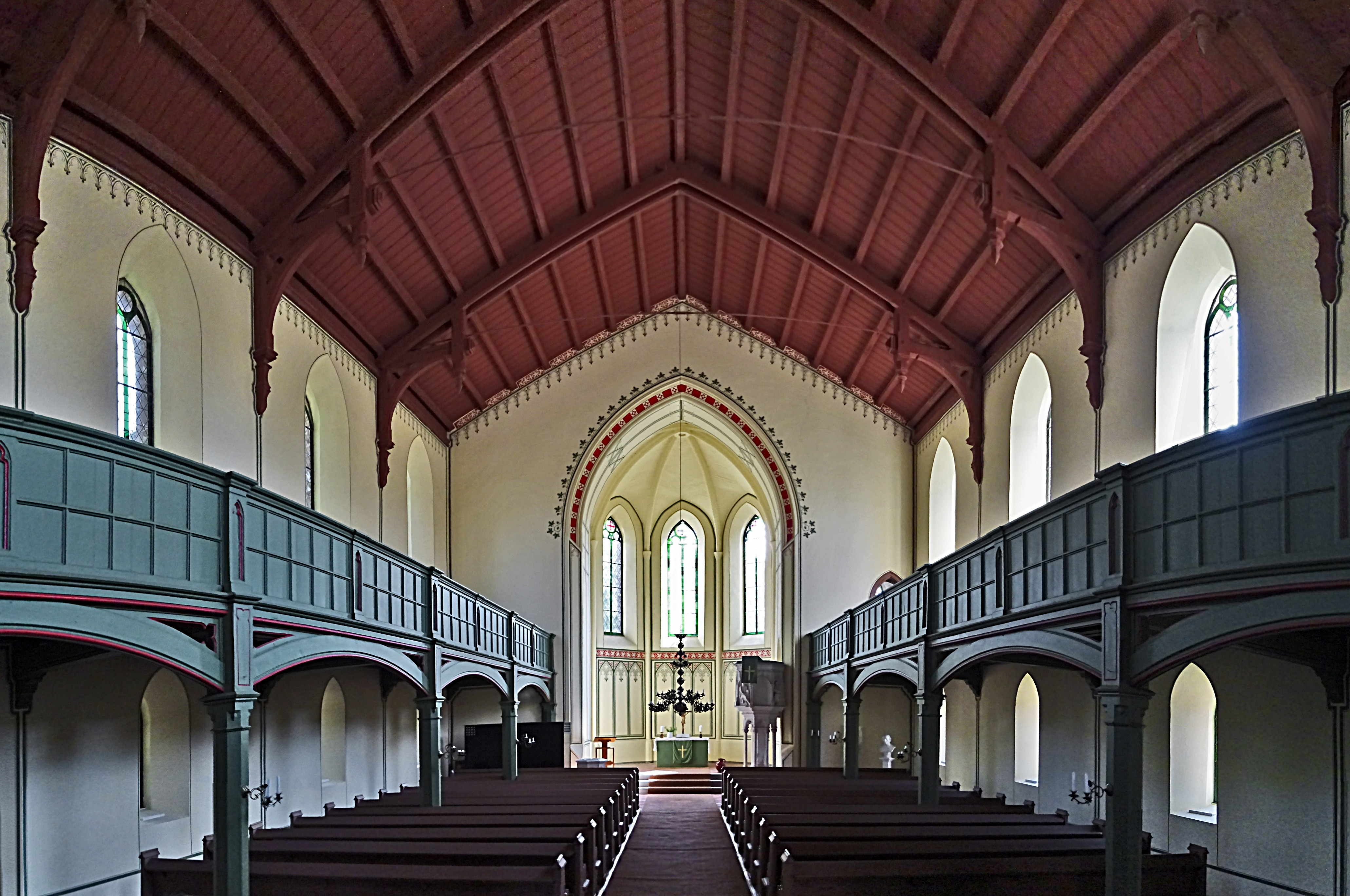
Wnętrze
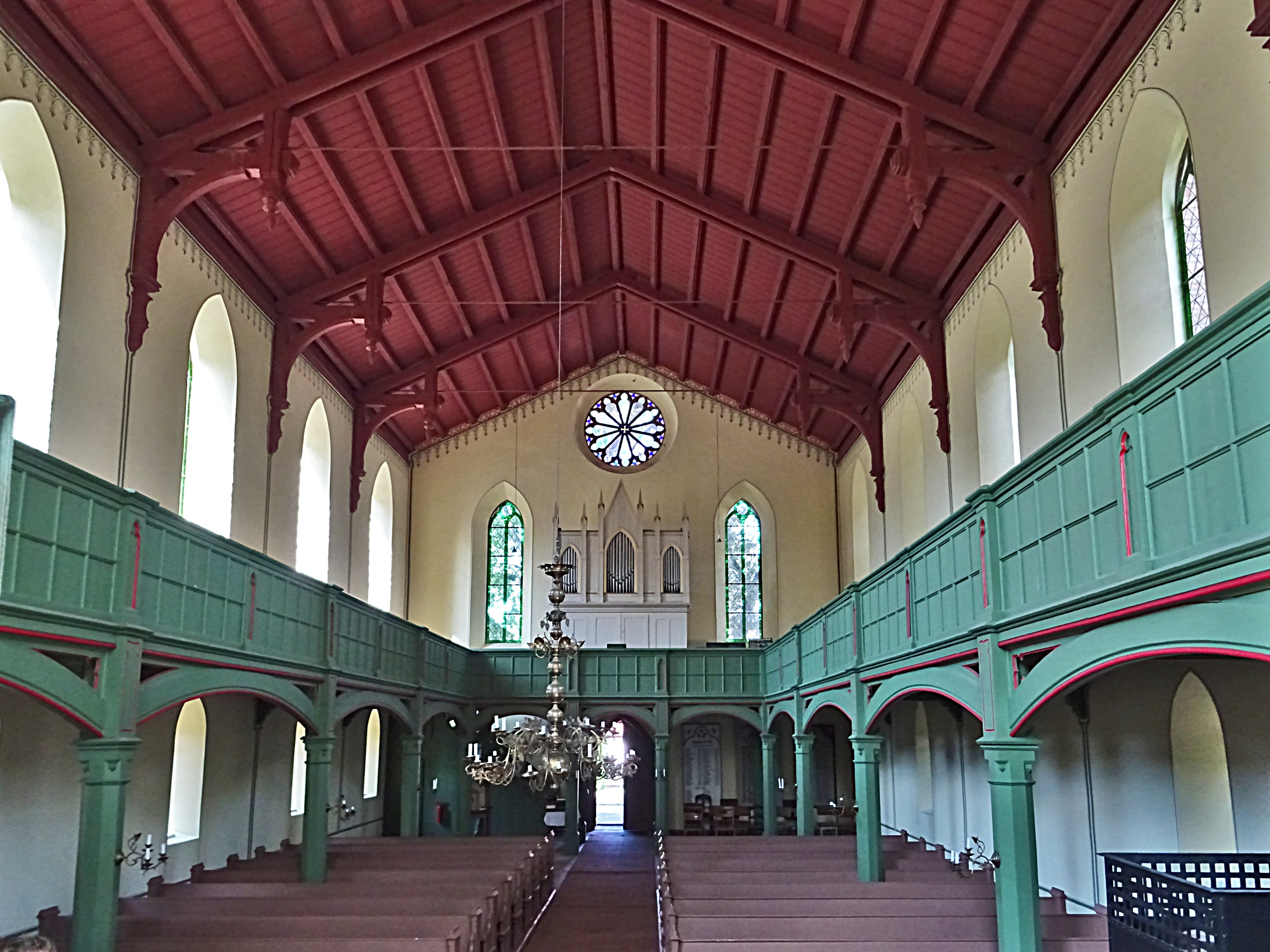
Empora i organy
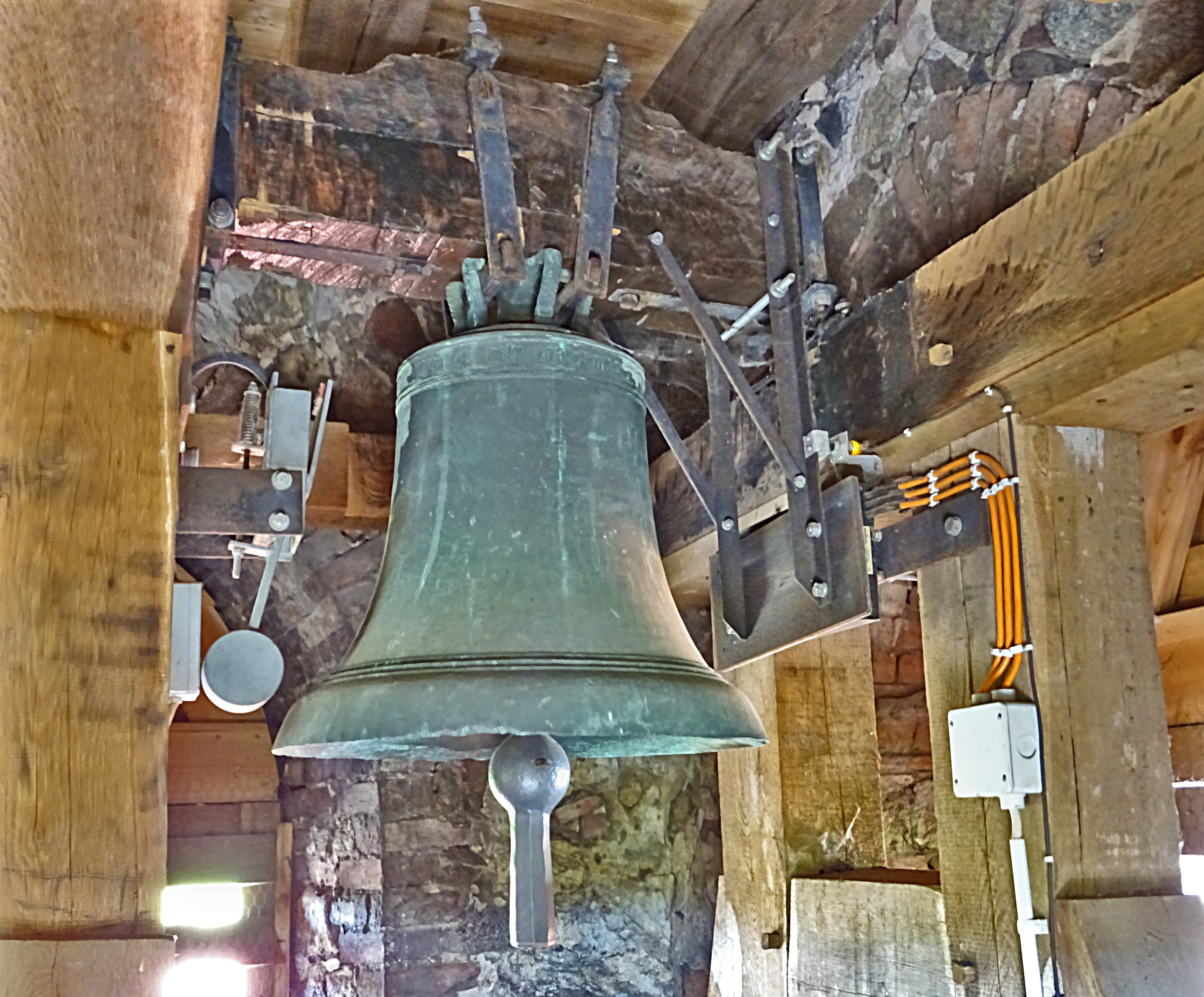
Dzwon